# Лахи, Генри Чарлз
Генри Чарлз Лахи́ (англ. Henry Charles Lahee; 2 июля 1856, Лондон — 11 апреля 1953, Хингем, штат Массачусетс) — американский музыковед британского происхождения.
Сын композитора Генри Лахи. Пел в известном хоре мальчиков Колледжа святого Михаила. Затем получил морское образование, в 1873—1878 гг. плавал в Индию, Бирму, Австралию, на Филиппины и Маврикий и наконец оказался в США, где и осел, основав в Бостоне собственный бизнес. Со временем, однако, интерес к музыке взял верх. В 1891—1899 гг. был секретарём Консерватории Новой Англии, в дальнейшем занимался исследовательской и литературной работой в области музыки.
Генри Чарлзу Лахи принадлежит целый ряд фундаментальных обзорных книг по истории академической музыки. В их числе, в частности, серия «Знаменитые певцы настоящего и прошлого» (англ. Famous Singers Of To-day And Yesterday; 1898), «Знаменитые скрипачи настоящего и прошлого» (англ. Famous Violinists Of To-day And Yesterday; 1899) и «Знаменитые пианисты настоящего и прошлого» (англ. Famous Pianists Of To-day And Yesterday; 1900), аналогичный обзор «Орган и его мастера» (англ. The Organ and Its Masters; 1907), фундаментальная календарная роспись «Анналы американской музыки: Хронологический отчёт о значительных музыкальных событиях» (англ. Annals Of Music In America: A Chronological Record Of Significant Musical Events; 1922), несколько книг об опере и др.